# Іштван Бетлен
Іштван Бетлен, граф Бетлен (угор. Bethlen István; 8 жовтня 1874, Герньесег, Трансильванія, Австро-Угорщина — 5 жовтня 1946, Москва, СССР) — угорський політик, прем'єр-міністр Королівства Угорщини в 1921-1931.

## Біографія
Бетлен народився в аристократичній родині в Трансильванії. У 1901 році був вперше обраний до парламенту. Під час Паризької мирної конференції знаходився в складі угорської делегації. В 1919 повернувся в Угорщину і був одним з лідерів уряду поряд з Міклошем Горті.
14 квітня 1921 Бетлен був призначений прем'єр-міністром за указом регента Міклоша Горті. Новий кабінет користувався підтримкою створеної самим Бетленом консервативної Партії національної єдності. У 1921 також деякий час був виконувачем обов'язків міністра фінансів, а в 1924 — міністра закордонних справ.
Важливим зовнішньополітичним досягненням Бетлена став вступ Угорщини в Лігу Націй 18 вересня 1922. У 1927 був укладений договір про дружбу з Італією, який символізував вихід Угорщини з зовнішньополітичної ізоляції. Кабінет Бетлена також намагався добитися перегляду Тріанонського договору, проте йому це не вдалося.
Усередині країни уряд Бетлена проводив консервативний авторитарний курс, але при цьому більшість реальних важелів влади перебували у Міклоша Горті. У 1922 населенню були урізані виборчі права: виборче право збереглося в повному обсязі для 38 % громадян; крім того, було скасовано таємне голосування. Економічний стан країни в роки прем'єрства Бетлена залишався важким: промислове виробництво наблизилося до довоєнного рівня лише до 1927-1928. Після початку Великої депресії економічний стан Угорщини погіршився. У країні значно зросло безробіття (до 1932 воно становило 60 % серед промислових і сільськогосподарських робітників), і 24 серпня 1931 Бетлен пішов у відставку з поста прем'єр-міністра.
Бетлен практично пішов з великої політики, хоча в середині 1930-х був одним з головних критиків курсу Дюли Гембеша з боку поміркованих консерваторів. У 1936 Бетлен був призначений таємним радником; він виступав проти зближення Угорщини з Німеччиною, а в кінці Другої світової війни намагався укласти сепаратний мир з Англією і США. У квітні 1945 Бетлен був узятий в полон і 5 жовтня 1946 помер в Москві в ув'язненні.